# Alchemilla minusculiflora
Alchemilla minusculiflora é uma espécie de rosácea do gênero Alchemilla, pertencente à família Rosaceae.